# Roberto Giacobbo
Roberto Giacobbo (Roma, 12 de octubre de 1961) es un periodista, presentador de televisión y escritor  italiano.

## Obra
- Chi ha veramente costruito le piramidi e la sfinge, con Riccardo Luna, Nuovi Equilibri, 1997.
- Il segreto di Cheope. Alla ricerca del tesoro perduto delle piramidi, con Riccardo Luna, Newton & Compton, 2004.
- Il segreto di Leonardo. La sapienza nascosta del genio, Rizzoli, 2005.
- Leonardo da Vinci grande genio, Giunti Editore, 2006.
- Le piramidi. Mistero e realtà, Giunti Editore, 2006.
- Il segreto di Cheope, con Riccardo Luna, Newton & Compton, 2007.
- Il ragionevole dubbio. Le risposte degli scienziati di fronte al mistero della vita oltre la vita, Giunti Editore, 2007.
- Atlante dei mondi perduti, Giunti Editore, 2009.
- 2012. La fine del mondo?, Mondadori, 2009.

- Datos: Q1130703
- Multimedia: Roberto Giacobbo / Q1130703